# Pommern-Barth

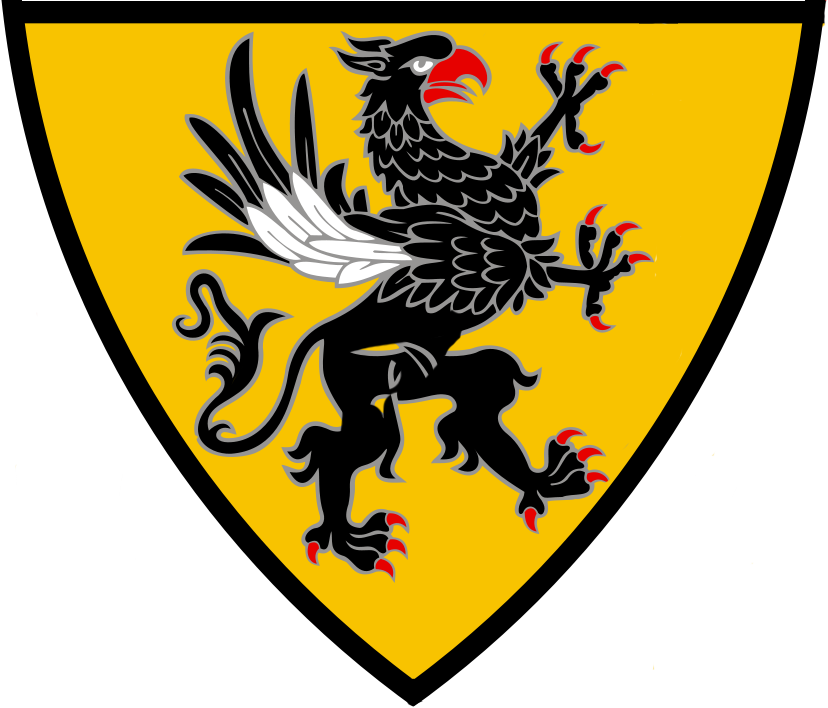
Wappen des Herzogtums Pommern-Barth

Das Herzogtum Pommern-Barth entstand aus den westlichen Festlandsbesitzungen des früheren Fürstentums Rügen. Während die Ausdehnung der Herrschaft im Westen bis zur Recknitz und im Süden bis zur Trebel reichte, umfasste der eigentliche herzogliche Besitz vor allem das Gebiet der heutigen Stadt Barth und deren engstes Umland. Weitere Teile gehörten dem Kloster Neuenkamp und der Hansestadt Stralsund.

## Geschichte
Nach dem Tode des letzten Fürsten Wizlaw III. von Rügen 1325 wurde der pommersche Herzog Wartislaw IV., Wizlaws Neffe, entsprechend dem  Erbvertrag von 1321 vom dänischen König mit dem Fürstentum Rügen belehnt. Wartislaw starb jedoch schon 1326 und hinterließ drei unmündige Söhne. Daraufhin besetzte Heinrich II. von Mecklenburg, der auch Besitzansprüche stellte, die rügischen Länder Barth, Grimmen und Loitz. Es kam zum Ersten Rügischen Erbfolgekrieg. Im Frieden zu Brudersdorf vom 27. Juni 1328 verzichtete der Mecklenburger gegen eine Abfindung auf das Fürstentum Rügen, behielt aber Barth, Grimmen und Tribsees als Pfand. Als die Söhne Wartislaws IV. die auf 12 Jahre verpfändeten Ländereien nicht einlösen konnten, kam es zum Zweiten Rügischen Erbfolgekrieg, der mit dem Frieden von Stralsund 1354 endete. Das Land Barth gelangte dabei an das Herzogtum Pommern-Wolgast.  
Nach dem Tode von Wartislaws IV. Sohn Barnim IV. 1365 wurde Pommern-Wolgast bis 1372 in das östliche Herzogtum Pommern-Stolp (von der Swine bis zum Fluss Leba) und die westlichen Herzogtümer Barth und Wolgast geteilt. Wartislaw VI. wurde der erste Herzog von Barth, dem nach dem Tode seines Bruders Bogislaw VI. auch das übrige Pommern-Wolgast zufiel.  Wartislaws VI. Söhne regierten das gesamte Pommern-Wolgast gemeinsam. Nach dem Tode Wartislaw VIII. 1415 kam es zur erneuten Erbteilung, das Herzogtum Barth ging an Barnim VIII., dem nach dem Tode seines Bruders Swantibors IV. 1440 auch noch Rügen gehörte. Als auch Barnim VIII. 1451 kinderlos starb, wurde Barth unter Wartislaw IX. wieder mit Pommern-Wolgast vereint. Nach dessen Tod erfolgte unter dessen Söhnen eine weitere Teilung Pommern-Wolgasts. Wartislaw X. herrschte von 1457 bis 1478 über das Herzogtum.  Eine weitere Selbständigkeit des Herzogtums Barth ist nicht nachweisbar.
Von 1569 bis 1605 diente Barth jedoch, abgesehen von immer wieder vorkommenden sporadischen Aufenthalten der regierenden Herzöge, als dauerhafte Residenz des nicht regierenden Herzogs Bogislaw XIII. Im Erbvertrag von Jasenitz waren ihm das Amt Barth und der Besitz des säkularisierten Klosters Neuenkamp als Apanage zugewiesen worden. Er behielt beides zunächst auch noch nach der Regierungsübernahme 1603 in Stettin und verzichtete erst 1605 zugunsten seines in Wolgast regierenden Neffen Philipp Julius. Dieser musste ihm aber eine beträchtlich Summe für ausgeführte Bauten an den Schlössern in Barth und Neuenkamp, welches Bogislaw zu Ehren seines Schwiegervaters, Herzog Franz von Braunschweig-Lüneburg, in Franzburg umbenannt hatte, sowie weitere Unkosten erstatten.
Nach dem Tod von Philipp Julius war das Barther Schloss kurzzeitig Witwensitz für dessen Witwe Agnes von Brandenburg, bis diese sich 1628 in zweiter Ehe mit Herzog Franz Karl von Sachsen-Lauenburg vermählte. Im Dreißigjährigen Krieg wurden Schloss und Amt Barth ebenso wie alle anderen ehemaligen herzoglichen Besitzungen 1638 von der schwedischen Krone beschlagnahmt und an Militärs und Beamte vergeben. Barth ging dabei an den Generalfeldmarschall Lennart Torstensson.

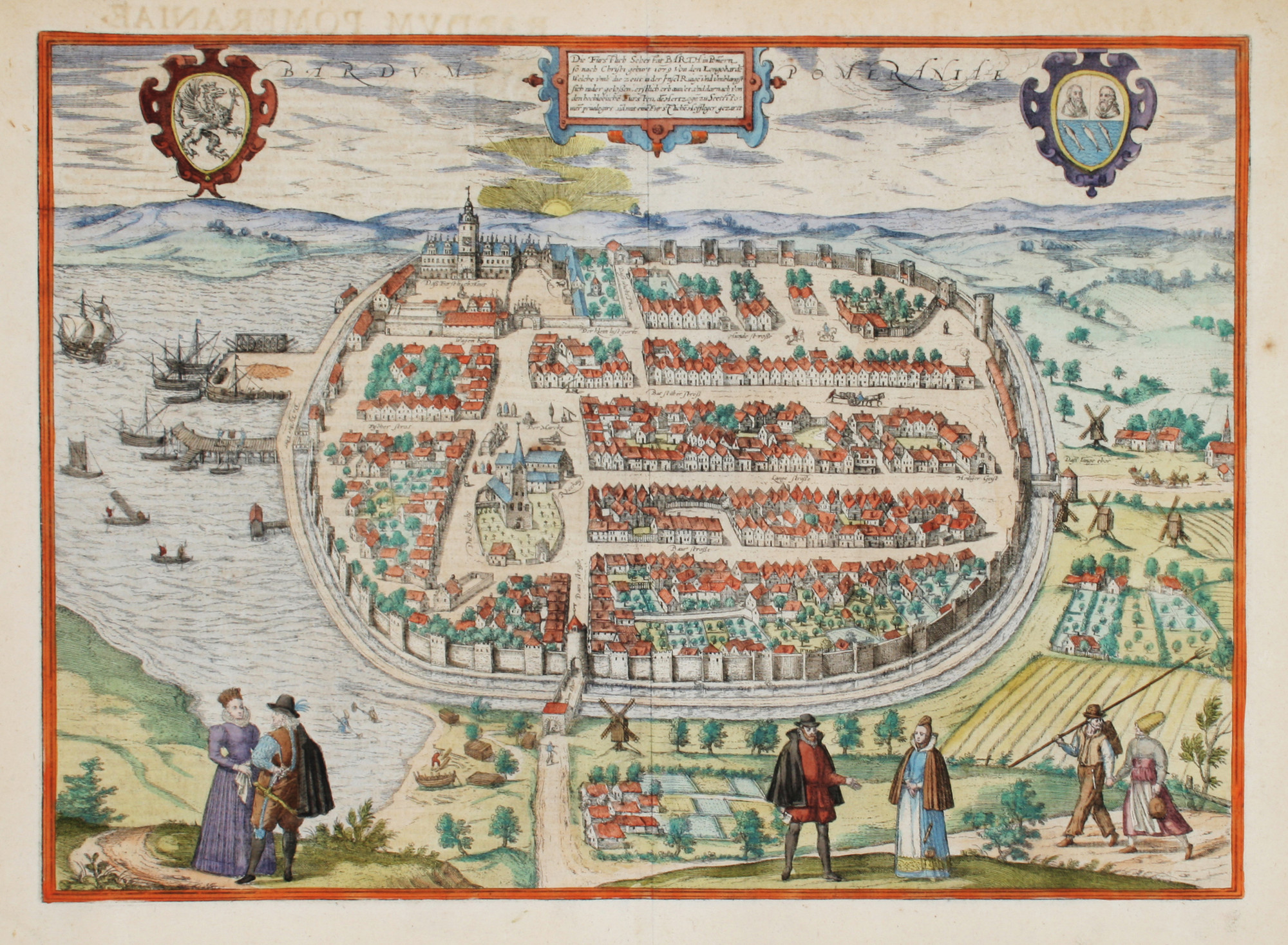
Barth um 1590
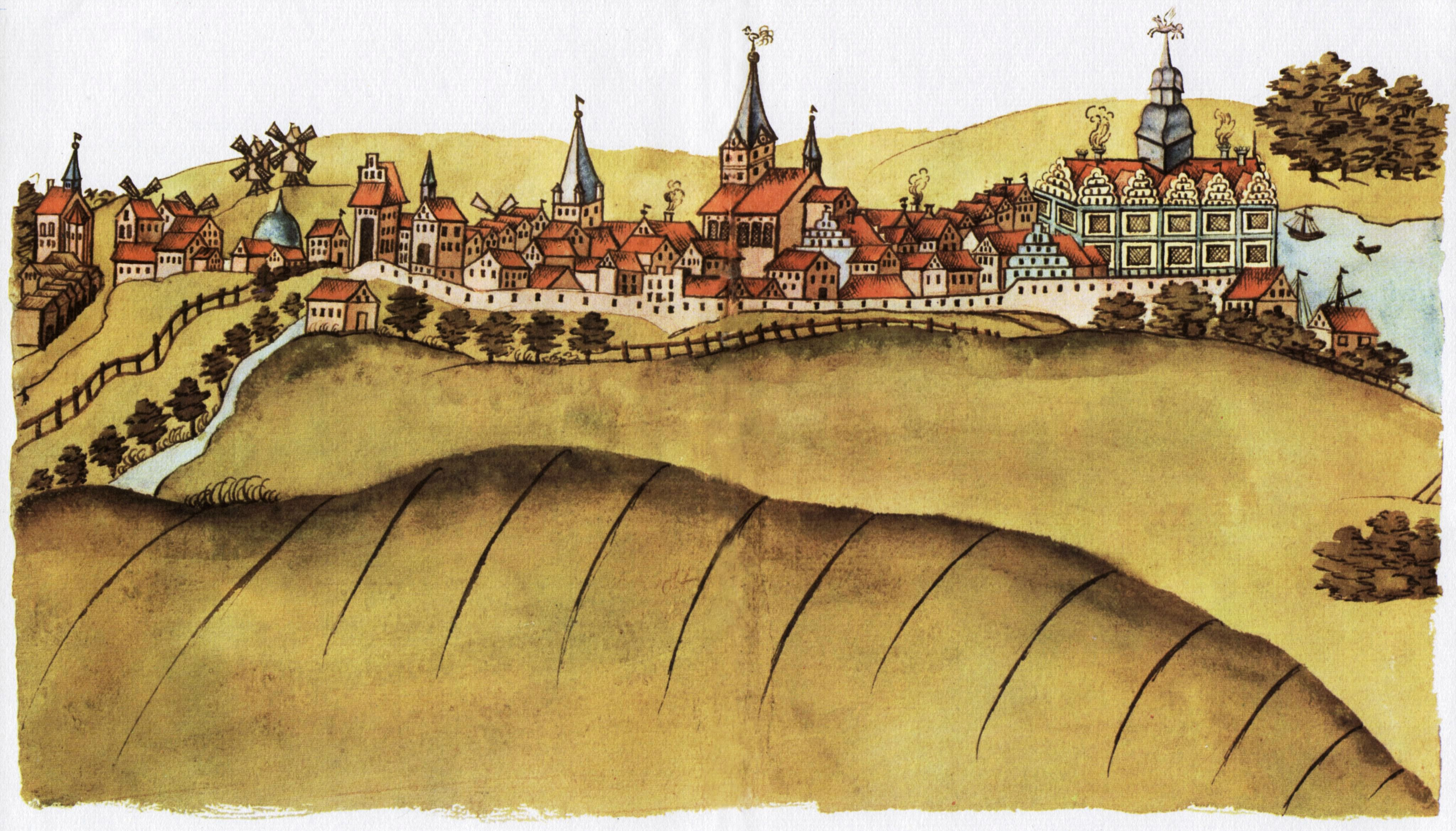
Stadt und Schloss Barth um 1615